# Gustave Whitehead
Gustave Albin Whitehead, nascido Gustav Albin Weisskopf (Leutershausen, Baviera, 1 de janeiro de 1874 — Bridgeport, 10 de outubro de 1927) foi um imigrante alemão, pioneiro da aviação nos Estados Unidos. A maioria dos trabalhos aeronáuticos dele ocorreram no período entre 1895 e 1911, mas receberam apenas uma atenção modesta. Em 1901, alguns jornais relataram que Whitehead fez vários voos em Connecticut nesse ano, e ele reivindicou um voo muito mais extenso em 1902. A publicidade logo se esvaneceu quando ele se mostrou incapaz de repetir os feitos alegados. Ele permaneceu na obscuridade até que um artigo publicado numa revista em 1935, seguido de um livro, resgataram o legado dele e iniciaram um vigoroso debate a respeito da primazia do voo em avião, ainda hoje existente.

## Biografia
Weisskopf era o segundo filho de Karl Weisskopf e de sua mulher Babetta. Desde criança, mostrou interesse no voo, experimentando pipas, pelo que ganhou o apelido de "o voador". Ele e um amigo costumavam capturar e amarrar pássaros tentando aprender como eles voavam, uma atividade que a polícia logo proibiu. Os pais de Weisskopf morreram em 1886 e 1887, quando ele era garoto. Ele então se tornou mecânico e viajou para Hamburgo, onde, em 1888, com tão somente 14 anos de idade, foi forçado a se juntar à tripulação de um navio mercante. Um ano depois, quando ele retornou à Alemanha, viajou com os avós para o Brasil. Logo entrou na marinha e fez várias viagens, se familiarizando com o clima e os ventos, tornando-se um grande observador das aves marinhas, que sempre o impressionaram pelo voo gracioso.
Otto Lilienthal havia publicado o livro Birdflight as the basis of aviation ("O voo dos pássaros como base para a aviação") e Weisskopf ficou muito interessado em aviação, retornando à Alemanha em 1894 para se encontrar com Lilienthal. Começou então a estudar profundamente o assunto e em 1895 emigrou para Boston, nos Estados Unidos, onde construiu, para a Boston Aeronautical Society, um planador de asas batentes e um planador no estilo de Lilienthal, que foi o único capaz de voar. Foi quando anglicizou o nome para Whitehead.

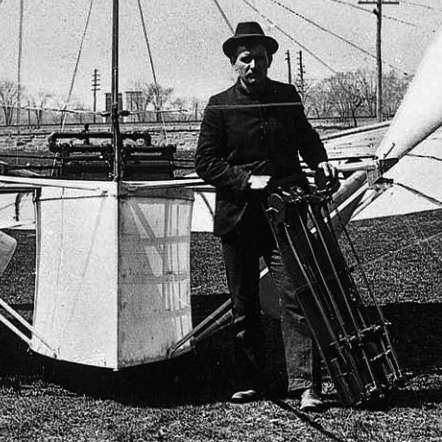
Whitehead ao lado de uma
de suas máquinas voadoras.

Whitehead foi um experiente construtor e piloto de planadores, a despeito do trabalho com o voo motorizado. Ele construiu e voou planadores por diversos anos, de 1897 a 1904.
Em 1897, Whitehead estava ocupado em descobrir como construir um motor para ser usado em seus planadores quando Horsman, um industrial de Nova Iorque, o contratou como especialista em modelos de planadores, aeronaves e motores. Em 1899, Whitehead já casado e com um filho, foi obrigado a aceitar um emprego nas minas de carvão de Pittsburgh, para poder manter a si e a família. Mesmo lutando contra muitos obstáculos, conseguiu construir uma aeronave com motor a vapor. Não há registros desse voo mas conta-se que caiu em cima de uma casa antiga de Pittsburgh, queimando um assistente com vapor. Esse aparelho foi tão engenhoso que vários anos mais tarde, Lawrence Hargrave disse haver usado projetos de máquinas a vapor em miniatura, em “estilo Weisskopf”, bem como o “Sistema Weisskopf” nas suas experiências na Austrália.

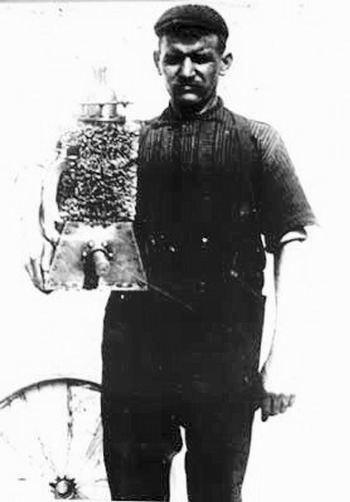
Gustave Whitehead
com um motor.

Devido às experiências alegadamente perigosas, a polícia de Pittsburgh expulsou Whitehead da cidade. Em Bridgeport, Connecticut, ele se empregou como mecânico. Na sua nova casa havia espaço para uma pequena oficina e a polícia e os vizinhos não o incomodavam. Em junho de 1901, a revista Scientific American noticiou que Weisskopf havia construído um novo “hang glider”, isto é, um planador com motor. Dois meses mais tarde, foi noticiado que ele voou 2,5 km a uma altitude de 10 a 15 m com o aparelho "Nº 21".
A notícia do voo se espalhou pelos Estados Unidos e Europa. Octave Chanute achou difícil acreditar que um mecânico sozinho poderia haver realizado tal feito. Em setembro de 1901, Whitehead apresentou o “Nº 22” em Atlantic City e trabalhou mais no desenvolvimento de motores. Apesar de ter muitas encomendas de motores e muitas ofertas de industriais que queriam ser sócios dele, ele não deu importância a isso. Ele nunca achou necessário, nem tinha dinheiro para registrar patentes de suas invenções e sua oficina era aberta a todos.
No final de 1901, Whitehead haveria feito o primeiro pouso na água com uma aeronave motorizada. Depois construiu o primeiro motor diesel, instalando-o no “Nº 22”, com o qual teria feito  um voo circular de 1 km a uma altura de 60 m, em 17 de janeiro de 1902. Existem notícias desse evento em jornais dos Estados Unidos e da França e a façanha é narrada num livro alemão de 1903, como recorde de velocidade.

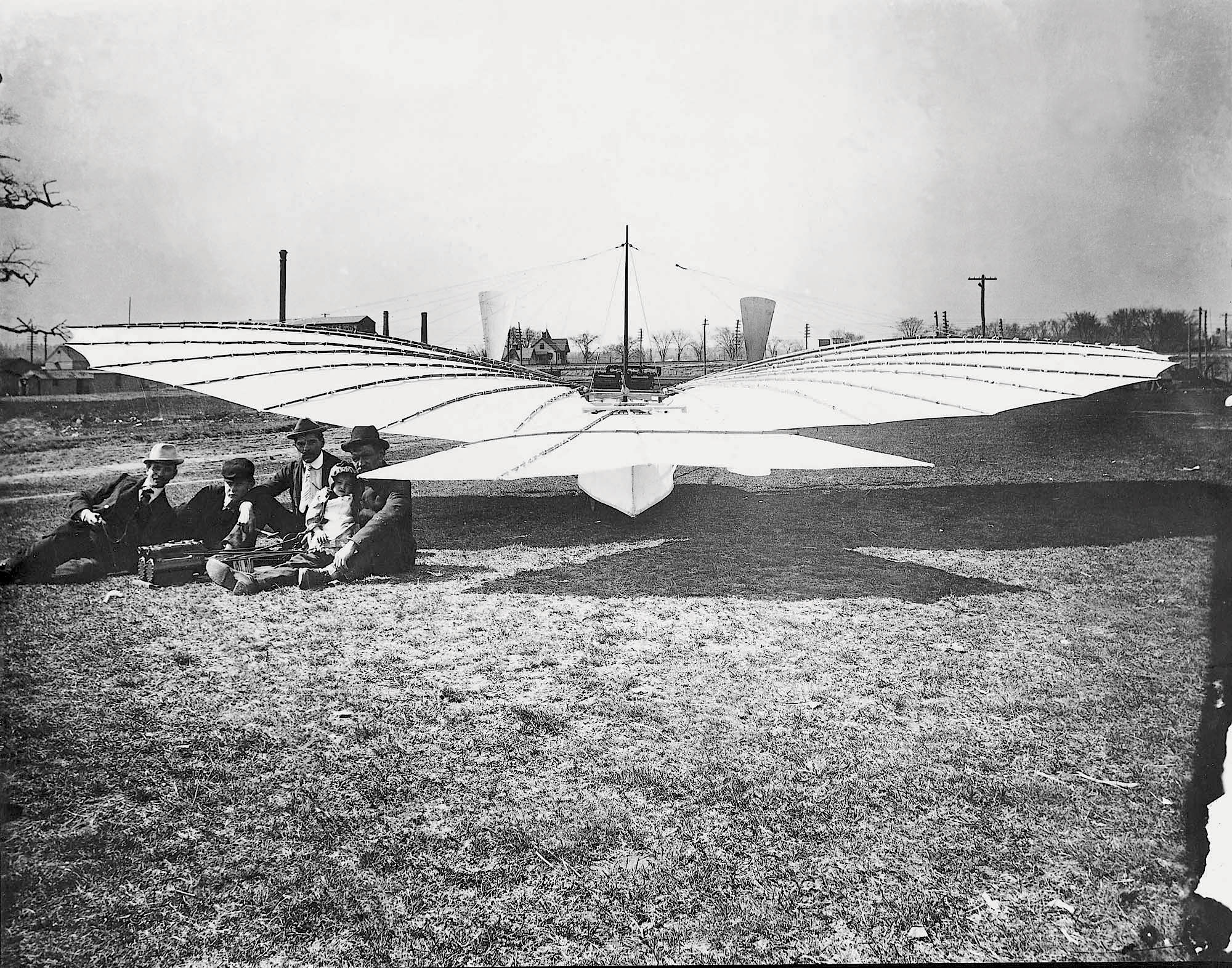
Gustave Whitehead e o seu monoplano de 1901, com as asas abertas. A filha do inventor, Rose, está sentada no colo do pai.

De fato, em duas cartas publicadas na revista American Inventor  ele disse que os voos tiveram lugar em Long Island Sound e cobriram distâncias de 3 e 11 km a alturas de 60 m, terminando com uma aterrissagem segura na água graças à fuselagem em forma de barco de sua aeronave. Whitehead disse que testou o sistema de hélices a velocidades diferentes e o leme no segundo voo e que os dois funcionaram bem, permitindo-lhe fazer um grande círculo no ar e retornar ao ponto de partida, onde seus ajudantes o esperavam. Ele demonstrou orgulho no feito: 
"...como eu regressei com êxito ao meu ponto de partida, com uma máquina até então nunca testada e mais pesada que o ar, eu considero a viagem toda um tremendo sucesso. Que eu saiba, é a primeira desse tipo. Esta façanha era totalmente inédita até agora."
Whitehead não tinha hangar para armazenar o “Nº 22”, que ficou ao ar livre pelo resto do inverno, sendo deteriorado por chuva, granizo e neve. Quando a primavera chegou, o avião não era mais seguro e Whitehead não tinha dinheiro para restaurá-lo à condição de voo.

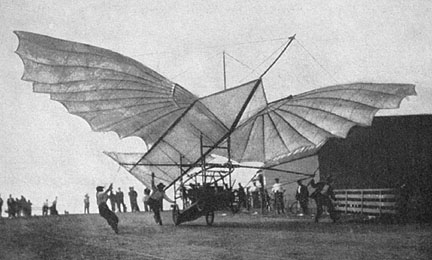
Um dos planadores de Whitehead, o Albatros, em 1905.

Em 1904, o professor de física da Universidade de Washington em St. Louis, John J. Dvorak, anunciou publicamente que Whitehead estava mais adiantado no desenvolvimento de uma aeronave que qualquer outro pesquisador aeronáutico.
Em 1908, o fabricante de aeronaves americano Charles Wittemann comprou um motor Weisskopf e no ano seguinte, fazendo réplicas dele, inundou o mercado com motores Weisskopf. Mesmo tendo usados seu invento e o seu nome, Whitehead nada recebeu por isso. Ele não tinha patentes. Ao mesmo tempo, tomava conhecimento do sucesso de outros inventores no mundo inteiro.
Em 1911, Whitehead estava trabalhando no projeto de um helicóptero. Certo dia, apareceu um cliente que também estava construindo helicópteros e queria comprar apenas um motor. Whitehead aceitou a encomenda mas não pode entregá-la no prazo combinado. O cliente moveu uma ação contra ele e ganhou. Whitehead perdeu toda sua oficina, projetos e peças já terminadas de motores e aparelhos.
Isso destruiu Whitehead, que, com a saúde abalada, cego de um olho, devido a um acidente na oficina, não tinha condições de se recuperar de tal golpe. Ele jamais conseguiu cidadania americana e ainda foi suspeito de ser simpatizante alemão na guerra e morreu aos 57 anos de ataque cardíaco. Deixou para a família a casa que ele mesmo construiu e 8 dólares em dinheiro. Foi enterrado como indigente.

## Controvérsias
O trabalho de Whitehead permaneceu quase totalmente desconhecido para o público e a comunidade aeronáutica até 1935, quando um artigo na revista Popular Aviation, Did Whitehead Precede Wright In World's First Powered Flight? ("Whitehead precedeu os Wright no primeiro voo motorizado do mundo?"), de Stella Randolph e Harvey Phillips, deu publicidade à história. Randolph expandiu depois o artigo em um livro, The Lost flights of Gustave Whitehead ("Os voos perdidos de Gustave Whitehead"), publicado em 1937. O artigo e o livro tiraram Whitehead do esquecimento e inauguraram um debate que continua entre os entusiastas e historiadores da aviação.
Em razão de fotografias mostrando qualquer um dos aviões de Whitehead em voo não haverem sido encontradas até agora ou não existirem, fica difícil comprovar totalmente os relatórios de voo. De acordo com William O'Dwyer, o jornal Bridgeport Daily Standard informou que fotografias mostrando Gustave Whitehead num voo motorizado bem sucedido existiam e foram exibidas na vitrine da Lyon e Grumman Hardware Store na Main Street, Bridgeport, Connecticut, em outubro de 1903.
Outra foto que supostamente mostrava Whitehead num voo motorizado foi exibida na Exposição de 1906 do Aero Clube da América, no Armory Regiment 69 em Nova Iorque. A foto foi mencionada nas páginas 93 e 94 da edição de 27 de janeiro de 1906 da Scientific American, pelo editor Stanley Beach, que ajudou a financiar o trabalho de Whitehead por vários anos. O artigo dizia que as paredes da sala de exibição haviam sido cobertas com uma grande coleção de fotografias mostrando as máquinas de inventores como Whitehead, Berliner e Santos Dumont. Outras fotografias mostravam dirigíveis e balões em voo. O relato afirma que uma fotografia borrada de uma máquina grande com feitio de pássaro, movida a ar comprimido e construída por Whitehead em 1901, era a única outra fotografia além da do aeromodelo de avião de Langley em voo bem-sucedido.
A única entrevista conhecida com a mulher de Whitehead aconteceu em 1940, muitos anos após os acontecimentos de 1901 e 1902. Ao repórter Michael D'Andrea, do Bridgeport Sunday Post, Louise Whitehead disse que, quando seu marido não estava trabalhando em fábricas e estaleiros de carvão para ganhar dinheiro para os seus trabalhos aeronáuticos, ele estava sempre ocupado com motores e aviões. "Eu o odiava por vê-lo pôr tanto tempo e dinheiro nisso.", ela desabafou. De fato, os esforços de Whitehead para resolver os problemas do voo tiveram seus efeitos sobre o orçamento familiar. Louise Whitehead tinha de trabalhar para ajudar a suprir as despesas."
A Sra. Whitehead disse que as primeiras palavras de seu marido ao chegar em casa, de Fairfield, em 14 de agosto de 1901, foram bem animadas: "Querida, nós voamos!" Ela acrescentou, no entanto, que nunca assistiu a nenhum dos supostos voos do marido.
A fim de dar suporte à ideia de que Whitehead foi capaz de fazer o "Nº 21" voar em 1901, alguns entusiastas dos Estados Unidos começaram a construção em 1985 de uma reprodução da máquina de Whitehead, mas com motores leves modernos, ao invés dos perigosos motores a oxiacetileno usados por ele. Em 29 de dezembro de 1986, Andy Kosch fez vinte voos, e chegou a uma distância máxima de 100 m. Em 18 de fevereiro de 1998, uma reprodução alemã voou distâncias de até 500 m.